# Jimmy Rushing
James Andrew Rushing (Oklahoma City, 26 de agosto de 1903 - 8 de junio de 1972) (conocido como Jimmy Rushing) fue un cantante y pianista de blues y jazz estadounidense, especialmente reconocido por su trabajo en la orquesta de Count Basie entre 1935 y 1948. 
Rushing fue conocido también como 'Mr. Five by Five' (en relación con los pies que se suponía que medía a lo alto y a lo ancho) y constituyó el tema de una canción popular epónima de 1942 que fue un éxito de Harry James y otros músicos. Trabajó sucesivamente con las territory bands Walter Page's Blue Devils en 1927, de Bennie Moten en 1929 y a partir de 1935 con la orquesta de Basie.

## Vida y carrera
Nacido en una familia de tradición musical, su padre, Andrew Rushing, fue un trompetista y su madre y hermano fueron cantantes. Siguiendo esta tradición, ya de joven Jimmy realizó giras como cantante de blues itinerante por el Medio Oeste y California en 1923 y 1924, antes de trasladarse a Los Ángeles, donde cantó con Jelly Roll Morton. Luego trabajó con the Billy King y en 1927 con los Walter Page's Blue Devils. En 1929, junto con otros músicos de los Blue Devils, se marchó a trabajar con la orquesta de Bennie Moten.
Moten murió en 1935, y Rushing se unió a Count Basie en una relación que duraría 13 años. 
Derivada de su relación con Moten, el estilo de Rushing era el de la tradición del jump blues de Kansas, como lo demuestran sus versiones de "Sent For You Yesterday" y "Boogie Woogie" con la orquesta de Basie. Tras separarse de Basie, su carrera, tanto como solista como miembro de orquestas, entró en un periodo de esplendor.
Cuando se deshizo la orquesta de Basie en 1950 se retiró durante un tiempo, hasta que se decidió a formar su propio grupo. Trabajó también con Duke Ellington para el disco de 1959 Jazz Party.
Tras enfermar de leucemia en 1971, se retiró definitivamente. Tras su muerte, fue enterrado en el Maple Grove Cemetery, Kew Gardens, en Queens, Nueva York.

## Selección discográfica
- 1955: Jimmy Rushing Sings the Blues 	(Vanguard)

- 1958: Little Jimmy Rushing and the Big Brass	 	(Columbia)

- 1967: Blues and Things		(Master Jazz)

- 1971: The You and Me That Used to Be	(Bluebird/RCA)

- 1971: Goin' to Chicago	 	(Vanguard)